# Canal 9 (Río Gallegos)
El Canal 9 de Río Gallegos, es una estación de televisión abierta argentina que transmite desde la ciudad de Río Gallegos. La emisora se llega a ver en gran parte de la Provincia de Santa Cruz a través de estaciones repetidoras. Es operado por el Gobierno de la Provincia de Santa Cruz.

## Historia
El 23 de mayo de 1963, mediante el Decreto 2878 (publicado el 30 de mayo de 1968), el Poder Ejecutivo Nacional adjudicó al Gobierno de la Provincia de Santa Cruz una licencia para explotar la frecuencia del Canal 9 de la ciudad de Río Gallegos, capital de esa provincia.
La licencia inició sus transmisiones regulares el 25 de mayo de 1968 como LU 85 TV Canal 9 de Río Gallegos.
El 28 de septiembre de 1989, la legislatura santacruceña sancionó la Ley 2136, que otorgó un estatuto jurídico y funcional.
El 4 de abril de 1990, mediante el Decreto 644, el Poder Ejecutivo Nacional autorizó a la Provincia de Santa Cruz a prestar un servicio de televisión abierta al Canal 9.
El 30 de diciembre de 2008, el Comité Federal de Radiodifusión, mediante la Resolución 1481 autorizó a Canal 9 a instalar una repetidora en Puerto San Julián, asignándole el canal 8 en la banda de VHF.
El 24 de junio de 2011, la Autoridad Federal de Servicios de Comunicación Audiovisual, mediante la Resolución 689, le asignó al Canal 9 el Canal 30 en la banda de UHF para emitir en la Televisión Digital Terrestre.
En agosto de 2016, los canales públicos de la Patagonia (incluido Canal 9) conformaron la «Red Patagónica de la Televisión Pública» con el objetivo de permitir a los televidentes acceder a un noticiero regional patagónico con información de actualidad política, económica, deportiva, cultural y turística.
El 19 de septiembre de 2017, se inauguraron las otras instalaciones del canal frente a las actuales.
Desde el 8 de noviembre de 2021, el canal comenzó oficialmente a emitir su señal en la TDA, cubriendo el sur de la provincia de Santa Cruz, haciendo uso de los canales 23.3 en Río Turbio y 30.2 en Río Gallegos.
El 28 de marzo de 2022, la señal digital también llega a emitirse en Caleta Olivia por el canal 30.1.
El 29 de junio de 2023, el canal dejó de emitir por televisión analógica para realizar la transición a la Televisión Digital Terrestre en el sur argentino, en cumplimiento del decreto 156/2022 del Ente Nacional de Comunicaciones, con el objetivo de migrar hacia la televisión digital terrestre.

## Programación
Actualmente, parte de la programación del canal consiste en retransmitir los contenidos de los canales públicos Encuentro y Pakapaka.
La señal también posee programación local, entre los que se destacan 9 Noticias (que es el servicio informativo del canal), La ventana del 9 (magacín matutino), Entretiempo (programa deportivo), Como en casa (programa musical) y Pilchas gauchas (interés general) entre otros programas locales.

## 9 Noticias
Es el servicio informativo del canal con principal enfoque a la Provincia de Santa Cruz. Actualmente, posee tres ediciones que se emiten de lunes a viernes (a las 8:00, a las 12:30 y a las 20:00).
Desde el 17 de septiembre de 2016, Canal 9 emite un panorama semanal de noticias llamado «Resumen Patagónico de Noticias», del cual participan los servicios informativos de los canales que conforman la Red Patagónica de la Televisión Pública (incluido el de Canal 9).

## Repetidoras
Canal 9 cuenta con 22 repetidoras en la Provincia de Santa Cruz.
| Canal | Localización de la repetidora |
| 8     | 28 de Noviembre               |
| 9     | Bajo Caracoles                |
| 7     | Caleta Olivia                 |
| 9     | Cañadón Seco                  |
| 9     | Comandante Luis Piedrabuena   |
| 11    | El Calafate                   |
| 9     | El Chaltén                    |
| 11    | Fitz Roy                      |
| 7     | Gobernador Gregores           |
| 9     | Jaramillo                     |
| 9     | Koluel Kaike                  |
| 9     | Lago Posadas                  |
| 5     | Las Heras                     |
| 13    | Los Antiguos                  |
| 9     | Perito Moreno                 |
| 4     | Pico Truncado                 |
| 5     | Puerto Deseado                |
| 6     | Puerto Santa Cruz             |
| 9     | Punta Bandera                 |
| 8     | Río Turbio                    |
| 9     | Tellier                       |
| 9     | Tres Lagos                    |